# Битка за Пипере
Битка за Пипере је напад који су извели војници АРБиХ и ХОС-а на неколико српских војника у селу Пипери. Напад је био тежак, борећи се прса у прса. Резултат је био јасан, јер АРБиХ и ХОС нису успјели заузети село и повукли су се.

## Ток догађаја
Од свих села 1992. године на Пукишко−Коњиковићком фронту, Пипери су најтежи ударац задобили. То је било у августу када су војници ХОС-а, пристигли из Херцеговине и Хрватске, обучени у црне униформе са усташким обележјима, продрли до засеока Антић из правца Шибошнице, где је потом дошло до борбе прса у прса. Ватра је избила од детонација. Српски борци су се обрачунали са вишеструко надмоћнијим непријатељем, наневши им огромне губитке. Безумне намере хрватских војника да „границе Босне помере до Дрине“ уништене су заувек овде у Антићима. Десетине лешева црних кошуља остављено је на пропланцима, као опомена свима који се усуде да нападну српску земљу. Од планираног погрома Пиперчане су бранили борци команданта Ристе Радића, Војна полиција, извиђачи и група Сава Тигра.

## Последице
Ратиште у западној Семберији је остало релативно смирено, све до 1995. када је АРВиХ покренуо операцију Мајевицу и напао из правца Челић−Шибошница гдје су поново покушали заузети Пипере али и тај напад је пропао.